# Barbara Hannah
Barbara Hannah (née en 1891 à Brighton - morte en 1986) est une analyste jungienne britannique et une proche du psychiatre suisse Carl Gustav Jung qu'elle rencontre en 1929. Après avoir été son élève, elle devient une collaboratrice et une amie, l'aidant à terminer ses travaux et à publier ses ouvrages, surtout vers la fin de sa vie. Elle est également chargée de cours à l’Institut Carl-Gustav-Jung de Zurich.
Elle passe son enfance à Chichester. Son père est pasteur de l’Église anglicane. En 1920, elle part pour Paris étudier la peinture et le dessin. Découvrant avec enthousiasme les écrits de Jung, elle emménage à Zurich en 1929 afin de le seconder. Elle devient rapidement sa secrétaire, puis son amie.
Elle devient également analyste et participe à la traduction en anglais de certains des ouvrages ou articles de Jung. Elle s'intéresse tout particulièrement à certains concepts jungiens comme l’animus et l’anima, le processus d’individuation et l'imagination active.

## Publications
- Réalité du monde intérieur, La Fontaine de Pierre, 2014  (ISBN 978-2-902-70748-5)
- Le Symbolisme des animaux, La Fontaine de Pierre, 2013  (ISBN 978-2-902-70739-3)
- C.G. Jung, sa vie et son œuvre, La Fontaine de pierre, 2003,  (ISBN 978-2902707461)
- Rencontres avec l’âme. L’imagination active selon C.G. Jung, édition du Dauphin, 2003,  (ISBN 978-2716312950)
- C. G. Jung et la voie des profondeurs, La Fontaine de pierre, 2003,  (ISBN 978-2902707317)